# Danny Elfman
Daniel Robert Elfman (Los Angeles (Californië), 29 mei 1953) is een Amerikaans componist van filmmuziek, best bekend van de donkere, fantasierijke muziek die hij componeert voor de films van Tim Burton. Ook componeerde hij voor de televisie, waaronder het bekende thema van The Simpsons en Desperate Housewives.

## Biografie
Danny Elfman is de zoon van kinderboekenschrijfster Clare 'Blossom' Elfman en saxofonist Milton Elfman. Hij groeide op in Golden Hills, Los Angeles, Californië (Elfman zelf beweert geboren te zijn in Amarillo, Texas; het is niet duidelijk hoe serieus dit bedoeld was). In 1971 vertrok hij samen met zijn broer Richard naar Frankrijk. Samen trokken ze het theatercircuit in.
Na Frankrijk vertrok Elfman naar Mali, maar door malaria werd hij gedwongen terug te keren naar Los Angeles. Hier werd hij herenigd met zijn broer, en richtten ze in 1972 samen de band "Mystic Knights Of The Oingo Boingo" op. In 1978 besloot Elfman de groep volledig van zijn broer over te nemen, en de richting van ska, rock en new wave in te slaan. Veel van de bandleden vertrokken, en van de oorspronkelijk +/- 20 leden bleven in totaal acht over (waaronder de oorspronkelijke blazers). De naam van de groep werd ingekort tot "Oingo Boingo" (of, kortweg, Boingo). De groep kreeg vooral in Californië een grote cultstatus.
Elfman componeerde zijn eerste filmmuziek voor de debuutfilm van zijn broer, The Forbidden Zone uit 1980. De soundtrack van de film is de eerste langspeelplaat waarop de muziek van Oingo Boingo te horen is.
Tim Burton, groot fan van Oingo Boingo, vroeg Elfman in 1985 de muziek te componeren voor zijn eerste grote film, Pee-wee's Big Adventure. Na deze film volgde een vruchtbare samenwerking, waarbij Elfman de muziek zou componeren voor bijna alle Burton-films, waaronder Beetlejuice, Batman en Batman Returns, Edward Scissorhands, het door Burton geproduceerde The Nightmare Before Christmas, de korte animatiefilm The World of Stainboy, Big Fish, Corpse Bride, Sleepy Hollow en Charlie and the Chocolate Factory. De enige uitzonderingen zijn Ed Wood, waarvan de filmmuziek werd gecomponeerd door Howard Shore, en Sweeney Todd: The Demon Barber of Fleet Street. Voor deze film werd de muziek gecomponeerd door Stephen Sondheim. In The Nightmare Before Christmas is Elfman ook te horen als de zangstem van Jack Skellington. Ook is hij te horen in Charlie and the Chocolate Factory; hij zong de liedjes in voor de Oempa-Loempa's.
Behalve voor Tim Burton heeft hij ook de muziek gecomponeerd voor een grote verscheidenheid aan films en televisieseries, waaronder Midnight Run, "The Simpsons", Dick Tracy, Sommersby, Mission: Impossible, Black Beauty, "Dilbert", Men in Black, Spy Kids, Red Dragon, Hulk en Desperate Housewives. Ook werkt hij regelmatig samen met andere regisseurs, als Sam Raimi (Darkman, Army of Darkness, A Simple Plan, Spider-Man) en Gus Van Sant (Good Will Hunting, To Die For, Milk).
Elfman is viermaal genomineerd geweest voor een Oscar, tweemaal in 1998 (voor Good Will Hunting en Men in Black), eenmaal in 2004 (voor Big Fish) en eenmaal in 2008 (voor Milk). Hij won een Emmy Award met de televisieserie Desperate Housewives in de categorie 'Outstanding Main Title Theme Music' en een Grammy Award met de film Batman in de categorie 'Best Instrumental Composition' voor de "Batman Theme".
Op 29 november 2003 trouwde hij met actrice Bridget Fonda. Ze hebben één zoon, Oliver Henry Milton Elfman, geboren in januari 2005.

## Filmografie
| Jaar | Titel                                       | Opmerkingen                         |
| ---- | ------------------------------------------- | ----------------------------------- |
| 1982 | Forbidden Zone                              |                                     |
| 1985 | Pee-Wee's Big Adventure                     |                                     |
| 1987 | Wisdom                                      |                                     |
| 1987 | Summer School                               |                                     |
| 1988 | Beetlejuice                                 |                                     |
| 1988 | Midnight Run                                |                                     |
| 1988 | Big Top Pee-Wee                             |                                     |
| 1988 | Hot to Trot                                 |                                     |
| 1988 | Scrooged                                    |                                     |
| 1989 | Batman                                      |                                     |
| 1990 | Nightbreed                                  |                                     |
| 1990 | Dick Tracy                                  |                                     |
| 1990 | Darkman                                     |                                     |
| 1990 | Edward Scissorhands                         |                                     |
| 1992 | Article 99                                  |                                     |
| 1992 | Batman Returns                              |                                     |
| 1993 | Sommersby                                   |                                     |
| 1993 | The Nightmare Before Christmas              |                                     |
| 1994 | Black Beauty                                |                                     |
| 1995 | Dolores Claiborne                           |                                     |
| 1995 | To Die For                                  |                                     |
| 1995 | Dead Presidents                             |                                     |
| 1996 | Mission: Impossible                         |                                     |
| 1996 | The Frighteners                             |                                     |
| 1996 | Freeway                                     |                                     |
| 1996 | Extreme Measures                            |                                     |
| 1996 | Mars Attacks!                               |                                     |
| 1997 | Men in Black                                |                                     |
| 1997 | Flubber                                     |                                     |
| 1997 | Good Will Hunting                           |                                     |
| 1998 | A Simple Plan                               |                                     |
| 1998 | A Civil Action                              |                                     |
| 1999 | Instinct                                    |                                     |
| 1999 | Anywhere But Here                           |                                     |
| 1999 | Sleepy Hollow                               |                                     |
| 2000 | Proof of Life                               |                                     |
| 2000 | The Family Man                              |                                     |
| 2001 | Spy Kids                                    | met John Debney en Robert Rodriguez |
| 2001 | Planet of the Apes                          |                                     |
| 2002 | Spider-Man                                  |                                     |
| 2002 | Men in Black II                             |                                     |
| 2002 | Red Dragon                                  |                                     |
| 2002 | Chicago                                     |                                     |
| 2003 | Hulk                                        |                                     |
| 2003 | Big Fish                                    |                                     |
| 2004 | Spider-Man 2                                |                                     |
| 2005 | Charlie and the Chocolate Factory           |                                     |
| 2005 | Corpse Bride                                |                                     |
| 2006 | Nacho Libre                                 |                                     |
| 2006 | Charlotte's Web                             |                                     |
| 2007 | Meet the Robinsons                          |                                     |
| 2007 | The Kingdom                                 |                                     |
| 2008 | Standard Operating Procedure                |                                     |
| 2008 | Wanted                                      |                                     |
| 2008 | Hellboy II: The Golden Army                 |                                     |
| 2008 | Milk                                        |                                     |
| 2009 | Notorious                                   |                                     |
| 2009 | Terminator Salvation                        |                                     |
| 2009 | 9                                           | met Deborah Lurie                   |
| 2009 | Taking Woodstock                            |                                     |
| 2010 | The Wolfman                                 |                                     |
| 2010 | Alice in Wonderland                         |                                     |
| 2010 | The Next Three Days                         |                                     |
| 2011 | Restless                                    |                                     |
| 2011 | Real Steel                                  |                                     |
| 2012 | Dark Shadows                                |                                     |
| 2012 | Men in Black III                            |                                     |
| 2012 | Frankenweenie                               |                                     |
| 2012 | Hitchcock                                   |                                     |
| 2013 | Oz the Great and Powerful                   |                                     |
| 2013 | Epic                                        |                                     |
| 2013 | American Hustle                             |                                     |
| 2014 | Mr. Peabody & Sherman                       |                                     |
| 2014 | Big Eyes                                    |                                     |
| 2015 | The End of the Tour                         |                                     |
| 2015 | Fifty Shades of Grey                        |                                     |
| 2015 | Avengers: Age of Ultron                     | met Brian Tyler                     |
| 2015 | Goosebumps                                  |                                     |
| 2016 | Before I Wake                               | met The Newton Brothers             |
| 2016 | Alice Through the Looking Glass             |                                     |
| 2016 | The Girl on the Train                       |                                     |
| 2017 | Fifty Shades Darker                         |                                     |
| 2017 | The Circle                                  |                                     |
| 2017 | Tulip Fever                                 |                                     |
| 2017 | Justice League                              |                                     |
| 2018 | Don't Worry, He Won't Get Far on Foot       |                                     |
| 2018 | Fifty Shades Freed                          |                                     |
| 2018 | Dr. Seuss' The Grinch                       |                                     |
| 2019 | Dumbo                                       |                                     |
| 2019 | Men in Black: International                 | met Chris Bacon                     |
| 2019 | Aliens, Clowns & Geeks                      |                                     |
| 2020 | Dolittle                                    |                                     |
| 2021 | The Woman in the Window                     |                                     |
| 2022 | Doctor Strange in the Multiverse of Madness |                                     |
| 2024 | Beetlejuice Beetlejuice                     |                                     |
| 2025 | Dracula: A Love Tale                        |                                     |

## Overige producties

### Computerspellen
| Jaar | Titel                                    | Opmerkingen |
| ---- | ---------------------------------------- | ----------- |
| 1991 | The Simpsons: Bart vs. the Space Mutants | themes      |
| 2003 | The Simpsons Hit & Run                   | themes      |
| 2004 | Fable                                    | themes      |
| 2006 | Desperate Housewives: The Game           | themes      |
| 2008 | LEGO Batman: The Videogame               | themes      |

### Televisiefilm
| Jaar | Titel       | Opmerkingen                 |
| ---- | ----------- | --------------------------- |
| 2010 | Doozotoons! | met Duncan Kirk en Bohannon |

### Televisieseries
| 1986 | Pee-wee's Playhouse         | 1986-1987                  |
| 1986 | Sledge Hammer!              | 1986-1988, themes          |
| 1989 | Beetlejuice                 | 1989-1991, themes          |
| 1989 | Tales from the Crypt        | 1989-1996, themes          |
| 1989 | The Simpsons                | 1989-heden, themes         |
| 1990 | The Flash                   | 1990-1991, themes          |
| 1992 | Batman: The Animated Series | 1992-1995, themes          |
| 1997 | Perversions of Science      | themes                     |
| 2000 | The World of Stainboy       | 2000-2001, met Jason Wells |
| 2004 | Desperate Housewives        | 2004-2012, themes          |
| 2017 | When We Rise                | met Chris Bacon            |
| 2022 | Wednesday                   | met Chris Bacon            |

### Documentaires
| Jaar | Titel                        | Opmerkingen       |
| ---- | ---------------------------- | ----------------- |
| 2006 | Deep Dea 3D                  | met Deborah Lurie |
| 2008 | Standard Operating Procedure |                   |
| 2013 | The Unknown Known            |                   |

## Prijzen en nominaties

### Academy Awards
| Jaar | Titel             | Categorie                             | Uitslag     |
| ---- | ----------------- | ------------------------------------- | ----------- |
| 1998 | Good Will Hunting | Beste dramatische filmmuziek          | Genomineerd |
| 1998 | Men in Black      | Beste muzikale of komische filmmuziek | Genomineerd |
| 2004 | Big Fish          | Beste filmmuziek                      | Genomineerd |
| 2009 | Milk              | Beste filmmuziek                      | Genomineerd |

### BAFTA Awards
| Jaar | Titel               | Categorie        | Uitslag     |
| ---- | ------------------- | ---------------- | ----------- |
| 2003 | Chicago             | Beste filmmuziek | Genomineerd |
| 2011 | Alice in Wonderland | Beste filmmuziek | Genomineerd |

### Emmy Awards
| Jaar | Titel                | Categorie         | Uitslag     |
| ---- | -------------------- | ----------------- | ----------- |
| 1990 | The Simpsons         | Beste titelmuziek | Genomineerd |
| 2005 | Desperate Housewives | Beste titelmuziek | Gewonnen    |

### Golden Globe Awards
| Jaar | Titel                          | Categorie        | Uitslag     |
| ---- | ------------------------------ | ---------------- | ----------- |
| 1994 | The Nightmare Before Christmas | Beste filmmuziek | Genomineerd |
| 2004 | Big Fish                       | Beste filmmuziek | Genomineerd |
| 2011 | Alice in Wonderland            | Beste filmmuziek | Genomineerd |

### Grammy Awards
| Jaar | Titel                             | Categorie                                                                    | Uitslag     |
| ---- | --------------------------------- | ---------------------------------------------------------------------------- | ----------- |
| 1990 | Batman                            | Beste instrumentale compositie, voor "Batman Theme"                          | Gewonnen    |
| 1990 | Batman                            | Beste album van instrumentale achtergrondmuziek voor film of televisie       | Genomineerd |
| 1991 | Dick Tracy                        | Beste instrumentale compositie voor film of televisie                        | Genomineerd |
| 1998 | Men in Black                      | Beste instrumentale compositie voor film of televisie                        | Genomineerd |
| 2002 | Planet of the Apes                | Beste partituur soundtrackalbum voor film, televisie of andere visuele media | Genomineerd |
| 2003 | Spider-Man                        | Beste partituur soundtrackalbum voor film, televisie of andere visuele media | Genomineerd |
| 2005 | Big Fish                          | Beste partituur soundtrackalbum voor film, televisie of andere visuele media | Genomineerd |
| 2006 | Charlie and the Chocolate Factory | Beste lied voor film, televisie of andere visuele media                      | Genomineerd |
| 2010 | Milk                              | Beste partituur soundtrackalbum voor film, televisie of andere visuele media | Genomineerd |
| 2011 | Alice in Wonderland               | Beste partituur soundtrackalbum voor film, televisie of andere visuele media | Genomineerd |

## Hitlijsten

### Albums
| Album met eventuele hitnotering(en) in de Nederlandse Album Top 100 | Datum van verschijnen | Datum van binnenkomst | Hoogste positie | Aantal weken | Opmerkingen |
| ------------------------------------------------------------------- | --------------------- | --------------------- | --------------- | ------------ | ----------- |
| Batman: Original Motion Picture Score                               | 1989                  | 02-09-1989            | 91              | 4            | soundtrack  |
| Black Beauty                                                        | 1995                  | 02-09-1995            | 90              | 3            | soundtrack  |

| Album met hitnotering(en) in de Vlaamse Ultratop 200 albums | Datum van verschijnen | Datum van binnenkomst | Hoogste positie | Aantal weken | Opmerkingen |
| ----------------------------------------------------------- | --------------------- | --------------------- | --------------- | ------------ | ----------- |
| Alice Through the Looking Glass                             | 2016                  | 04-06-2016            | 191             | 1            | soundtrack  |

- Opmerking: met de film Batman uit 1989, zijn twee soundtrackalbums uitgebracht, waarvan een met de muziek van Elfman en het muziekalbum Batman van Prince met ook muziek uit de film.